# Segona temporada de Supernatural
Aquesta és una llista d'episodis de la segona temporada de la sèrie Supernatural que està composta per 22 episodis.
Aquesta va començar el 28 de setembre de 2006 i va finalitzar el 17 de maig de 2007.

## Argument
Dean entra en estat de coma, i té molt poques possibilitats de sobreviure a causa de les ferides provocades pel xoc en la carretera i pel mateix dimoni dels "ulls grocs". Recuperat de la seva convalescència, John convoca a Azazel per realitzar un pacte demoníac, buscant intercanviar "la Colt" per la vida del seu fill major. A manera d'element addicional, Azazel demana l'ànima de John, una cosa que desitjava tant com l'arma, (poderosa arma de foc capaç d'assassinar qualsevol criatura paranormal (incloent a dimonis). Azazel i John accepten el tracte, aquest últim compliria la seva part una vegada que aconsegueixi veure sa i estalvi al seu fill. Al final de l'episodi Dean ressuscita sense assabentar-se que el seu pare ha estat portat a l'infern. Al llarg d'aquesta segona edició, i una vegada assabentats del pacte demoníac de John, els germans Winchester intenten trobar de nou a Azazel per assassinar-lo. No obstant, Sam és assassinat (capítol All Hell Breaks Loose Part 1). Emocionalment «destrossat» per la irreparable pèrdua del seu únic germà, Dean convoca a un dimoni per intercanviar la seva ànima per la del Sam. El dimoni accedeix a la petició, però amb un tracte diferent als pactes anteriors de la família Winchester: Dean tindrà un any més de vida, després del qual serà portat a l'infern. Una vegada conclòs l'acord, Sam ressuscita (sense assabentar-se de l'intercanvi fet per Dean) i, al costat del seu germà, aconsegueix assassinar Azazel amb la Colt, la qual van recuperar en una de les seves trobades paranormales. Abans de la seva mort, Azazel obre una porta terrenal amb la Colt que a més va resultar ser una clau, que condueix directament a l'infern, i a través de la qual s'ha alliberat una horda de dimonis, instants abans de ser novament tancada pels Winchester.

## Personatges Principals
- Jared Paladecki com Sam Winchester
- Jensen Ackles com Dean Winchester

## Personatges Recurrents
- Jim Beaver com Bobby Singer
- Alona Tal com Joanna Beth "Jo" Harvelle
- Samantha Ferris com Ellen Harvelle
- Sterling K. Brown com Gordon Walker
- Txad Lindberg com Ash
- Fredric Lehne, (i diversos actors) com Azazel
- Richard Speight Jr. com El Bromista
- Jeffrey Dean Morgan com John Winchester
- Nicki Aycoxcom Meg Masters
- Tricia Helfer com Molly en Roadkill

## Llista d'episodis
| 23 (2.1) | In My Time of Dying (En la meva hora de morir)                                       | 28 de setembre de 2006 | 3.93 milions d'espectadors | Reaper ／Azazel／Dimonis                                  |
| Mentre comença la nova temporada, els Winchester són portats a un hospital a Memphis a causa d'un accident causat per un dels dimonis d'Azazel. Sam (Padalecki) i el seu pare John (Jeffrey Dean Morgan) van sortir il·lesos, però Dean (Ackles) està en coma. Té una experiència fora del cos, i apareix un Reaper (Lindsey McKeon), qui intenta endur-se la seva ànima. Ella revela que si es nega a seguir endavant, un dia s'acabarà convertint en un esperit venjatiu. Mentre, Sam tracta sense èxit de salvar al seu germà, així que John contacta a Azazel (Frederic Lehne) i li ofereix fer un tracte: per salvar la vida de Dean, ell renúncia a la seva pròpia vida, la seva ànima immortal, i la mística pistola Colt que és capaç de matar qualsevol cosa. Azazel accepta i Dean és salvat del Reaper quan aquest anava a endur-se'l. |                                                                                      |                        |                            |                                                           |
| 24 (2.2) | Everybody Loves a Clown (Tots estimen a un pallasso)                                 | 5 d'octubre de 2006    | 3.34 milions d'espectadors | Rakshasa (Pallasso malévolo)                              |
| Després de cremar el cos del seu pare, Sam i Dean es neguen a discutir sobre la seva mort. En el seu lloc, tornen al treball, i troben un vell missatge del telèfon de John de Harvelle's Roadhouse, un bar freqüentat per caçadors. Allí coneixen a Ellen Harvelle (Samantha Ferris), una vella amiga de John, i la seva filla Jo (Alona Tal). Mentre el resident geni del bar Ash (Txad Lindberg) analitza la cerca de John sobre Azazel en la seva computadora, els germans investiguen els assassinats dels visitants a un circ. Descobreixen que un Rakshasa -un dimoni de la mitologia Hindú- ha estat transformant-se en pallasso i seguint a nens perquè el convidin a les seves cases, així pot alimentar-se dels seus pares. Quan no s'alimenta, pren la forma d'un cec tirador de ganivets en el circ; els germans el maten amb una canonada de llautó. Dean més tard es treu la ràbia del seu pare en l'Impala, una de les seves possessions més apreciades. |                                                                                      |                        |                            |                                                           |
| 25 (2.3) | Bloodlust (Sigueu de sang)                                                           | 12 d'octubre de 2006   | 3.78 milions d'espectadors | Vampirs                                                   |
| Els germans invesitgan una sèrie de decapitacions i mutilacions a Red Lodge, Montana, i descobreixen que una de les víctimes era un vampir. Després, es troben amb un caçador de vampirs anomenat Gordon Walker (Sterling K. Brown), de qui Ellen els adverteix que és perillós. Sam més tard és capturat per un grup de vampirs, i el seu líder Lenore (Amber Benson) li revela que han canviat, que s'alimenten només de bestiar i que desitgen que els deixin en pau. Després d'haver estat deixat anar sense ferides, Sam intenta convèncer el seu germà que haurien de deixar als vampirs. De totes maneres, quan arriben al niu dels vampirs, descobreixen que Gordon ja ha capturat a Lenore. Intenten convèncer a Gordon de no assassinar-la, però li talla el braç a Sam per temptar al vampir. Quan Lenore es resisteix a la temptació, els germans tenen poder sobre ell. Mentre Dean lliga a Gordon, Sam se'n porta a Lenore fora de perill. Dean més tard li admet a Sam que estava equivocat pel que fa als vampirs i li diu que ara se sent confós recordant quantes coses sobrenaturals ha caçat i que tal vegada no ho mereixien. |                                                                                      |                        |                            |                                                           |
| 26 (2.4) | Children Shouldn't Play With Dead Things (Els nens no han de jugar amb coses mortes) | 19 d'octubre de 2006   | 3.29 milions d'espectadors | Zombie                                                    |
| Mentre enterren un collaret del seu pare en la tomba de la seva mare, els germans s'adonen que hi ha plantes mortes sobre una tomba propera, pertanyent a una jove morta anomenada Angela Mason (Tamara Feldman). Aviat descobreixen que el nuvi que va enganyar a Angela va ser assassinat una nit anterior. Sam i Dean caven la seva tomba i troben un taüt buit. Dedueixen que el seu amic més proper Neil (Christopher Jacot), qui estava secretament enamorat d'ella, la va ressuscitar com un zombie a través d'uns símbols que estaven en un llibre del noi. Mort el seu nuvi, el seu proper objectiu és la seva companya d'habitació, amb qui el seu nuvi la va enganyar. De totes maneres, Sam i Dean salven a la noia i maten a la zombie clavant-la en la seva tomba amb una estaca de plata. Dean més tard es disculpa a Sam pel seu recent comportament, i revela que ha tingut problemes amb la culpa per la mort del seu pare. |                                                                                      |                        |                            |                                                           |
| 27 (2.5) | Simon Said (Simón va dir)                                                            | 26 d'octubre de 2006   | 3.65 milions d'espectadors | Psíquics                                                  |
| Quan Sam té una visió d'un home cometent un assassinat-suïcidi, Ash ajuda als germans a localitzar a And Gallagher (Gabriel Tigerman), la mare del qual ha estat assassinada de la mateixa manera que la seva pròpia mare: en el seu bressol. Van cap a Gutherie, Oklahoma, i Sam és capaç de detenir l'assassinat, encara que l'home s'acaba suïcidant de totes maneres. Els germans localitzen a Andy, i s'adonen que ell té l'habilitat de controlar ments. Creuen que Andy va forçar a l'home a cometre suïcidi. De tota manera, Sam té una altra visió del suïcidi d'una dona, el qual succeeix quan estan parlant amb Andy, exonerant-lo. Després de saber que Andy va ser adoptat i que la dona que es va suïcidar era la seva mare biològica, investiguen i descobreixen que té un germà bessó anomenat Ansen (Elias Toufexis) que ell mai va saber que va existir. Ansen ha estat usant la mateixa habilitat per matar a qui estan connectats a l'adopció que els va separar. Després apunta a la exnúvia d'Andy, i els Winchesters s'apuren a salvar-la. De totes maneres, Andy acaba matant el seu bessó per salvar a Dean, fent adonar-se a Sam que cada noi connectat amb Azazel semblen convertir-se en assassí. Després tornen a Roadhouse, Ash revela que la mare adoptiva de Ansem no va morir quan ell era un bebè, és a dir, no tots els nens psíquics segueixen un patró. |                                                                                      |                        |                            |                                                           |
| 28 (2.6) | No Exit (Sense sortida)                                                              | 2 de novembre de 2006  | 3.38 milions d'espectadors | Esperit                                                   |
| Quan Ellen no permet que Jo investige misterioses desaparicions de dones en un edifici d'apartaments, Sam i Dean prenen el cas i se'n van a Filadèlfia. De tota manera, Jo secretament els segueix i els ofereix ajuda. Troben ectoplasma a l'apartament de l'última víctima i s'adonen que un fantasma està darrere dels segrests. La recerca extensiva de Jo mostra que el primer assassí serial d'Amèrica, H. H. Holmes (Stephen Aberle), va ser executat i cremat en la localització on està situat l'edifici d'apartaments. Una altra dona aviat desapareix, així que els tres s'apuren a trobar una manera de salvar-la. Mentre investiguen els passadissos darrere de les parets, Jo és capturada per l'esperit. Els germans troben després el cau del fantasma en el sistema de clavegueram i alliberen a Jo i a l'altra dona. Després, atrapen a l'esperit en un anell de sal -és un element de dissuasió dels fantasmes- i segellen l'entrada amb ciment. Després Jo es reuneix amb la seva mare, una Ellen enutjada li revela a Jo que el seu pare va morir mentre estaven en una caça amb John Winchester. |                                                                                      |                        |                            |                                                           |
| 29 (2.7) | The Usual Suspects (Els sospitosos de sempre)                                        | 9 de novembre de 2006  | 3.19 milions d'espectadors | Presagi de Mort／Esperit                                  |
| Els germans investiguen les misterioses morts d'un advocat i la seva dona, però després són arrestats, pel que havia fet Dean anteriorment -haver estat acusat d'assassinat per un shapeshifter-. De tota manera, Sam pot escapar. Una dels detectius, Diana Ballard (Linda Blair), veu una aparició d'una dona assassinada, i a causa de la insistència de Dean, ajuda a Sam descobrint que la dona està desapareguda i era una traficant d'heroïna qui havia estat treballant com una informant de policia. Per posar l'esperit a descansar, han de cremar el seu cadàver, però la dona apareix i els porta a ella, amagat dins d'una paret. Un collaret en el cadàver apunta a un dels col·legues de Diana, Pete Sheridan (Jason Gedrick), com el culpable pel seu assassinat. Sam després s'adona que l'esperit de la dona estava intentant advertir-li a Diana. Mentre, Pete s'enduu al Dean de l'estació de policia i el porta als boscos per matar-lo. Sam i Diana són capaços de seguir-los, i Pete admet haver matat a la dona després de convèncer-la de vendre heroïna que ell havia robat de la comissaria, assassinant després a l'advocat qui havia rentat els diners i la seva dona, que sabia massa. L'esperit torna, i després de distreure'l temps suficient perquè Diana el mati, desapareix. Diana deixa anar als germans així poden seguir salvant persones.             |                                                                                      |                        |                            |                                                           |
| 30 (2.8) | Crossroad Blues (El blues de la cruïlla)                                             | 16 de novembre de 2006 | 3.16 milions d'espectadors | Dimonis de la Cruïlla                                     |
| Sam i Dean investiguen un suïcidi i creuen que un gos negre pot estar involucrat. Després de buscar, descobreixen que l'home va treballar en un bar deu anys enrere, i de sobte es va convertir en un exitòs arquitecte. Finalment s'adonen que el gos era un gos de l'Infern enviat per recol·lectar la seva ànima, ja que l'home havia fet un pacte demoníac per guanyar talent. De totes maneres, el dimoni també va fer tractes amb altres persones, així que els germans segueixen a un d'ells, descobrint que va vendre la seva ànima per salvar de càncer de la seva esposa. Mentre Sam es queda darrere per salvar a l'home del gos de l'infern, Dean convoca al dimoni en una cruïlla i juga amb ell fent-lo entrar en un parany per a dimonis, un símbol místic que conté a un dimoni i li treu poder quan el dimoni està dins d'ell. A canvi de la seva llibertat, el dimoni ha d'alliberar del contracte a l'home. Abans que marxi, es burla de Dean sobre el tracte del seu pare, revelant que John està sofrint a l'Infern. |                                                                                      |                        |                            |                                                           |
| 31 (2.9) | "Croatoan"                                                                           | 7 de desembre de 2006  | 3.12 milions d'espectadors | Virus Demoniaco／Dimonis                                  |
| Després que Sam té una premonició de Dean matant a un home indefens, els germans es dirigeixen a Rivergrove, Oregon, per investigar. Allí, Sam descobreix la paraula "CROATOAN" en un arbre, recordant a la Colònia Perduda de Roanoke. Aviat descobreixen que totes les formes de comunicació estan mortes, i persones extremadament violentes estan bloquejant la ruta per sortir. Van a l'oficina del doctor, on aquest troba que la sang de les persones violentes ha estat infectada per un virus que conté sofre, fent creure a Sam la teoria del seu pare de Croatoan sent una plaga demoníaca. Una dona en l'oficina, de sobte es converteix en violenta i ataca a Sam. Ella infecta a Sam amb sang després que Dean l'assassina. Sam intenta matar-se, però Dean el deté. Moments després, descobreixen que totes les persones infectades han desaparegut, deixant la ciutat deserta repetint-se la història una altra vegada. Fan proves a la sang del Sam, i descobreixen que no està infectat. Després que els germans deixen la ciutat, un dels supervivents és revelat com un dimoni; que contacta a algú per informar que Sam és immune al virus. |                                                                                      |                        |                            |                                                           |
| 32 (2.10) | Hunted (Caçat)                                                                       | 11 de gener de 2007    | 3.24 milions d'espectadors | Psíquics                                                  |
| Dean li explica a Sam que abans que el seu pare morís, li va dir que havia de salvar-lo, o que sinó el matés. Un angoixat Sam perdona a Dean per no haver-li dit, però va a Roadhouse per descobrir més nois psíquics com ell. La cerca de Ash troba a un jove home anomenat Scott Carey, però va ser assassinat un mes abans. Sam va a Indiana a investigar, i és seguit per una jove dona anomenada Ava Wilson (Katharine Isabelle). Igual que Sam, ella té premonicions, i va veure la mort de Scott. També ha estat tenint visions de Sam sent assassinat en una explosió. Tots dos roben els arxius del seu psiquiatre, i descobreixen que ell havia parlat a Azazel i li va dir que un exèrcit de nois psíquics van a ser usats per a una guerra. El caçador de vampirs Gordon Walker, qui va descobrir els plans del dimoni Azazel, intenta assassinar Sam, però Dean el deté just a temps, encara que acaba sent presoner. Sam recorda la visió de Ava, i evita l'explosió per Gordon. Salva a Dean, i la policia arresta a Gordon gràcies a una trucada anònima feta per Sam. Els germans més tard visiten a Ava, però troben al seu promès assassinat i sofre a les finestres, indicant que un dimoni havia estat allí i que possiblement s'havia endut a Ava. |                                                                                      |                        |                            |                                                           |
| 33 (2.11) | Playthings (Cosa de jocs)                                                            | 18 de gener de 2007    | 3.44 milions d'espectadors | Esperit                                                   |
| Els germans investiguen misterioses morts a la fonda de Pierpont Inn en Cornwall, Connecticut. Pertany a Susan (Annie Wersching), una mare soltera qui planeja vendre'l. Vivint allí està la seva mare, Rose (Brenda McDonald) i la seva filla Tyler (Matreya Fedor), qui té una amiga imaginària anomenada Maggie (Conchita Campbell). Quan un altre assassinat ocorre mentre Sam i Dean estan allí, Sam sent culpa i, després d'emborratxar-se, li fa prometre a Dean que el matarà sí s'acaba fent dolent. Més tard, els germans descobreixen que Rose ha estat practicant vudú, i sospiten que ella està darrere de les morts. De totes maneres, ella recentment ha sofert un vessi cerebral, i seria incapaç de fer-ho. Susan aviat és atacada per un esperit venjatiu, però és salvada per Sam i Dean. Descobreixen que Maggie és el fantasma de la germana de Rose, Margaret, qui havia estat ofegada de noia a la piscina de la fonda. Maggie s'havia mantingut a ratlla per la pràctica del vudú de Rose, però ha tornat des del seu accident cerebrovascular. Maggie no vol que la família es mudi, així que intenta ofegar a Tyler així pot tenir una amiga per sempre. Per salvar a Tyler, Rose li dona la seva pròpia vida, en lloc de la de Tyler, com a companya eterna de jocs.                                                                                               |                                                                                      |                        |                            |                                                           |
| 34 (2.12) | Nightshifter (Mimetista)                                                             | 25 de gener de 2007    | 3.42 milions d'espectadors | Nightshifter                                              |
| Després que Sam i Dean descobreixen que els últims crims han estat comesos per un home meitat robot, ràpidament descobreixen que un Nightshifter és realment responsable dels robatoris. En descobrir-ho es fiquen a un banc local, amb l'esperança d'agafar el cambiador abans que el shapeshifter. Un subjecte una mica boig que seguia la recerca pel seu compte, irromp al banc amb una metralleta i reté a tots d'ostatges. Dean i Sam el convencen i el posen al corrent de la situació real. L'agent de l'FBI Victor Henricksen arriba al lloc dels fets, revelant que ell coneix sobre els Winchester i que els ha estat buscant per la seva participació en una sèrie de delictes. L'equip SWAT es fica al banc, però Sam i Dean aconsegueixen escapar utilitzant les robes de dos agents de l'equip. |                                                                                      |                        |                            |                                                           |
| 35 (2.13) | Houses of the holy (Les cases del sagrat)                                            | 1 de febrer de 2007    | 3.37 milions d'espectadors | "Ángel" (Esperit)                                         |
| Dean i Sam investiguen un cas en el qual persones que han comès un assassinat afirmen que un àngel els va induir a fer-ho. Els nois es mostren escèptics fins que Sam veu l'àngel per si mateix i visita al rector de l'església local per obtenir algunes respostes. L'àngel li indica a Sam que mati a una persona. Dean no es convenç de la situació ja que no creu en coses que no ha vist (Déu inclusivament) i envia al seu germà al temple a invocar al suposat àngel, mentre ell vigila a la persona que calia assassinar. En lloc de l'àngel, apareix l'esperit de l'anterior sacerdot. Sam i el capellà actual el convencen que estava fent les coses malament i li donen la extremaunción. Dean en tant, evita que la persona indicada mati a la noia amb la qual tenia una cita. Aquesta escapa, i Dean el persegueix, fins que la persona que perseguia sofreix un estrany accident i mor. De retorn amb Sam, aquest es troba decebut perquè era un esperit i no un àngel. No obstant això, Dean revela l'estrany accident i li diu que li va semblar que va ser la voluntat de Déu. |                                                                                      |                        |                            |                                                           |
| 36 (2.14) | Born under a bad sign (Nascut sota un mal auguri)                                    | 8 de febrer de 2007    | 2.84 milions d'espectadors | Dimoni                                                    |
| Sam ha estat perdut durant més d'una setmana. Quan Dean el troba, Sam està cobert de sang i sense records del que ha succeït. Dean es veu enfrontat a un posseït Sam qui farà l'impossible per matar el seu germà, mentre fa tot el que té al seu abast per recuperar a Sam. El dimoni que ha posseït a Sam és Meg, qui vol venjar-se de Dean per haver-la enviat a l'Infern. |                                                                                      |                        |                            |                                                           |
| 37 (2.15) | Tall Tales (Llegendes urbanes)                                                       | 15 de febrer de 2007   | 3.03 milions d'espectadors | Trickster                                                 |
| Dean i Sam investiguen l'assassinat d'un professor. El cas se'ls fa complicat i les constants baralles entre ells els fa necessitar l'ajuda de Bobby, qui arriba per ajudar-los a resoldre què és el que està assassinant persones de la mateixa manera que les llegendes urbanes locals. Ells descobreixen que es tracta d'un "Trickster", un esperit bromista i aparentment el maten, no obstant això al final del capítol es revela que el bromista havia tornat a jugar amb ells. |                                                                                      |                        |                            |                                                           |
| 38 (2.16) | Roadkill (Atropellament)                                                             | 15 de març de 2007     | 3.52 milions d'espectadors | Esperit Venjatiu／Esperit Perdut                          |
| Dean i Sam intenten d'ajudar a una dona anomenada Molly, que està sent perseguida per un agricultor que ronda anualment una carretera i mata a tot el que troba. Molly acabava de sofrir un accident de trànsit al costat del seu espòs, qui està desaparegut. Al final es devela que Molly era un esperit, però ella no ho sabia mentre que Dean i Sam sí, i buscaven que l'esperit de l'agricultor deixi de perseguir a Molly, així com donar-li pau a ella. |                                                                                      |                        |                            |                                                           |
| 39 (2.17) | Heart (Cor)                                                                          | 22 de març de 2007     | 3.38 milions d'espectadors | Homes llop                                                |
| Sam i Dean estan en la cerca d'un home llop, però la seva única sospitosa és una dona anomenada Madison, l'exnucí de la qual l'està aguaitant. Però no comptaven que el Sam s'enamorés d'ella. |                                                                                      |                        |                            |                                                           |
| 40 (2.18) | Hollywood Babylon (Hollywood Babilònia)                                              | 19 d'abril de 2007     | 3.24 milions d'espectadors | Esperits                                                  |
| Dean i Sam coneixen l'estudi d'enregistrament d'una pel·lícula de terror. Quan un membre de la producció és trobat mort en el sostre, Dean i Sam decideixen esbrinar que va ser el que va succeir llavors es descobreix que l'escriptor de la pel·lícula ha convocat a fantasmes reals amb el seu guió. Sam i Dean alliberen als fantasmes que maten al guionista. |                                                                                      |                        |                            |                                                           |
| 41 (2.19) | Folsom Prison Blues (El blues de la presó Folsom)                                    | 26 d'abril de 2007     | 3.32 milions d'espectadors | Esperit Venjatiu                                          |
| Dean i Sam es lliuren a la policia amb la finalitat d'investigar una sèrie d'assassinats dins d'una penitenciaria No obstant això les coses es compliquen quan Henricksen es fa càrrec del seu cas. |                                                                                      |                        |                            |                                                           |
| 42 (2.20) | What Is and What Should Never Be (El que és i el que mai hauria de ser)              | 3 de maig de 2007      | 3.12 milions d'espectadors | Djinn (geni)                                              |
| Dean és atacat per un geni i cau en una realitat paral·lela en la qual té una núvia anomenada Carmen, la seva mamà i Jessica estan encara amb vida i Sam està compromès amb aquesta. Tot sembla normal, fins que Dean comença a assabentar-se que les persones que ells van salvar en la vida real, han mort en aquesta realitat alternativa. Dean haurà de decidir si quedar-se aquí al costat de tota la seva família o tornar a la realitat al costat de Sam per seguir caçant dimonis. |                                                                                      |                        |                            |                                                           |
| 43 (2.21) | All Hell Break Loose Part 1 (Tot l'infern es deslliga, Part 1)                       | 10 de maig de 2007     | 2.90 milions d'espectadors | Psíquics／Cold Oak／Azazel                                |
| Sam, Andy, Ava, Lily i Jake com a "nens especials" són segrestats per Azazel i portats a un poble fantasma, on en un somni li explica a Sam que està buscant "El millor de la seva generació" per liderar un exèrcit de dimonis però només necessita a un sol "Soldat". En passar el temps Lily i Andy són assassinats per un dimoni invocat per Ava pel que ella és assassinada per Jake. Dean troba el bar d'Ellen destruït (Segurament pels dimonis) i es dirigeix amb Bobby a trobar a Sam. Quan ho aconsegueixen, Sam és assassinat per Jake. |                                                                                      |                        |                            |                                                           |
| 44 (2.22) | All Hell Break Loose Part 2 (Tot l'infern es deslliga, Part 2)                       | 17 de maig de 2007     | 2.72 milions d'espectadors | Psíquics／Dimoni de la Cruïlla／Azazel／Porta de l'Infern |
| Dean afligit i impossibilitat de sobreposar-se a la pèrdua de Sam, creia que li havia fallat, va decidir anar-se'n, sense Bobby, deixant enrere el cos del seu germà. Va pactar amb la Dimoni de la Cruïlla: La seva ànima per la vida de Sam. La dimoni va acceptar i el va portar novament a la vida. No obstant això, li va advertir a Dean que ella només li donaria un any més de vida i que si intentava canviar els termes del seu tracte, Sam moriria en el seu lloc. En investigar el pla de Azazel d'alliberar un exèrcit de dimonis van a detenir-lo però s'adonen de que qui obrirà la Porta del Diable serà Jake (Sent amenaçat pel dimoni ja que si no ho feia mataria a la seva família) ja que la porta està protegida per un Parany del Diable gegantesc. Els Winchesters no l'aconsegueixen detenir, i en un moment de distracció per part de Jake és assassinat cruelment per Sam, Dean amb el Colt recuperat i amb l'ajuda de l'esperit del seu Pare, aconsegueix disparar-li a Azazel en el cor. Triomfants davant el cadàver del dimoni els Winchesters admeten que tenen un altre treball que fer, ja que probablement han escapat més de 200 dimonis de l'infern entre els quals es troba l'esperit del seu pare a qui aconsegueixen veure per un instant. |                                                                                      |                        |                            |                                                           |